# Head Start

Lady Bird Johnson podczas wizytacji klasy funkcjonującej w ramach programu w 1966

Head Start – amerykański federalny program socjalno-pedagogiczny mający na celu wyrównywanie szans dzieci począwszy od wieku 3-5 lat, a także kompensowanie deficytów i zapobieganie kumulacji zagrożeń. Program ruszył w 1965 z inicjatywy Jule Sugarmana. Do 2005 uczestniczyło w nim ponad 22 miliony dzieci. Od 2015 dyrektorem jest Blanca Enriquez. 

## Tło i charakterystyka
USA generalnie nie finansuje na poziomie ogólnokrajowym publicznej opieki przedszkolnej; takie rozwiązania stosują jedynie niektóre lokalne samorządy. Head Start zostało oryginalnie zaprojektowane i zainicjowane jako program obejmujący przede wszystkim kilkutygodniowe, letnie przedszkola wyrównawcze dla najuboższych, będąc częścią prowadzonej przez administrację Lyndona B. Johnsona kampanii przeciwdziałania ubóstwu, znanej jako Wielkie Społeczeństwo. Wizja programu wywodziła się m.in. z wcześniejszych postulatów tragicznie zmarłego poprzedniego prezydenta, Johna F. Kennedy'ego. Head Start było rozszerzane i zmieniane przez kolejne rządy. Dzięki współfinansowaniu z funduszy programu powstała m.in. telewizyjna seria edukacyjna Ulica Sezamkowa.
Jako że program ten stanowi jeden z większych wydatków federalnych przeznaczonych na szeroko pojętą równość szans, jego efektywność kosztowa była od początku przedmiotem badań i debaty publicznej. Spór toczy się w szczególności pomiędzy konserwatywnymi i libertariańskimi przeciwnikami działań rządowych, a liberalnymi zwolennikami wyrównywania szans. Etyczna i ekonometryczna złożoność tego zagadnienia przyciągnęła uwagę wiodących badaczy, jak laureat ekonomicznego Nobla James Heckman. Pomimo bardzo obiecujących wyników z pojedynczych – i jak argumentują orędownicy, najlepiej zaplanowanych i zarządzanych – projektów lokalnych, analizy ogólnokrajowe przynosiły także pozytywne, jednak mniejsze, mniej trwałe, bardziej zróżnicowane i kontrowersyjne rezultaty. Dekady niejednoznacznych i wielorako interpretowanych wyników nie doprowadziły do osiągnięcia w tym obszarze wyczerpującego konsensusu.

## Adresaci
Program adresowany jest głównie do dzieci z rodzin dysponujących dochodami poniżej minimum socjalnego, przy czym 10% miejsc zarezerwowano dla dzieci z niepełnosprawnościami. Według badań od 50 do 75% dzieci w programie pochodzi z mniejszości etnicznych. Około 50% dzieci spełniających kryteria przyjęcia do programu z różnych przyczyn z niego nie korzysta. 
Celem programu jest bio-psycho-socjalne wzmocnienie dziecka, tak aby mogło w niedalekiej przyszłości maksymalnie wykorzystać ofertę szkolną, a w dalszej perspektywie przełamać błędne koło wykluczenia społecznego i dziedziczenia biedy poprzez podjęcie odpowiedniego kształcenia.

## Realizacja
Program realizowany jest poprzez: prowadzenie zajęć przygotowawczych do nauki szkolnej, wspomaganie rozwoju kompetencji osobistych, pomoc psychologiczną, bezpłatną opiekę medyczną, dożywianie, udział rodziców w poradnictwie specjalistycznym oraz kooperację z innymi służbami socjalnymi i pedagogicznymi.

## Efekty
Ekonometryczna analiza programu boryka się z licznymi trudnościami, takimi jak nielosowy dobór i przebieg edukacji w grupie uczestników i określanej na różne sposoby „grupie kontrolnej”, oraz trudne do zmierzenia efekty zewnętrzne oświaty. Efekty programu oceniane były ponadto na wiele różnych sposobów – np. tylko na podstawie kompetencji twardych, lub z uwzględnieniem miękkich; bezpośrednio po osiągnięciu wieku szkolnego, lub długoterminowo. Przegląd z Brookings Institution zwraca także uwagę, że efekty wsparcia przedszkolnego są mocno zróżnicowane w zależności od szczegółów konkretnej lokalnej implementacji programu – i że do wyciągnięcia rzetelnych wniosków nadal niezbędne są dalsze badania.
Relatywna poprawa w niektórych kryteriach okazała się w analizach opublikowanych w latach 1970–2000. krótkofalowa i zanikająca, kiedy dzieci osiągały wiek młodzieńczy – choć skala tego zjawiska była kwestionowana. Znaczące kontrowersje wywołała krytyczna ocena programu zawarta w The Bell Curve, książce libertariańskiego politologa Ch. Murraya i psychologa R. Herrnsteina z 1994 r., według której nietrwałość efektów kosztownego wsparcia ma świadczyć o tym, że nierówności społeczne wynikają w dużej mierze z niezmiennych, wrodzonych różnic w inteligencji.
Wykonane od tego czasu długoterminowe analizy quasi-eksperymentalne sugerują, że Head Start przynosi trwałą poprawę w obszarze zdrowia, zdolności poznawczych i społecznych, osiągnięć edukacyjnych i zawodowych, oraz praworządności. Program przyczynia się też do redukcji nierówności, zwiększania mobilności społecznej i wyrywania jego uczestników z ubóstwa. Wielkość efektu jest jednak w tych badaniach zróżnicowana pomiędzy poszczególnymi grupami społecznymi i obszarami geograficznymi – największą korzyść odnoszą dzieci z grup najwyższego ryzyka – i mniejsza z upływem czasu niż zmiana mierzona bezpośrednio po zakończeniu opieki przedszkolnej. Ograniczona część stosowanych metod wsparcia, w odniesieniu do konkretnych grup odbiorców, odpowiada za znaczną część pozytywnych rezultatów. 
W ocenie prac zespołu Jamesa Heckmana, Head Start – i każde dobrze zaprojektowane wsparcie przedszkolne – jest w ogólnym bilansie bardzo efektywne kosztowo, przynosząc długoterminowe korzyści społeczne znacząco większe od związanych z nim wydatków. 
Komentatorzy zwracają też uwagę, że poprzez realizację programu zwrócono uwagę społeczeństwa na konieczność pomocy dzieciom z ubogich rodzin, a także pobudzono jednostki do pomocy (150.000 fachowców wspieranych jest przez około 1,5 miliona wolontariuszy). Poprzez dzieci łatwiej jest też dotrzeć do rodziców, co jest fundamentem odnowy socjalnej dla całej rodziny.